# Samson Burke
Pour les articles homonymes, voir Burke.
Samson Burke, né le 8 avril 1929 à Montréal, est un lutteur, catcheur, nageur, culturiste et acteur canadien.

## Biographie
Né Samuel Burke à Montréal au Québec, Burke a obtenu un diplôme universitaire en éducation physique. Burke s'est intéressé très tôt au sport et a participé — selon ses propres dires — à l'épreuve du 200 mètres papillon aux Jeux olympiques, après avoir remporté, entre autres, le championnat canadien de water-polo.
Dans les années 1950, Burke a lutté pendant neuf ans sous les noms de « Sammy Berg » et « Mr Canada », et s'est entraîné avec des athlètes tels que Primo Carnera, Antonino Rocca, Lou Thesz et Joe Louis. Il a travaillé à Montréal, à Ottawa (Ontario), à Toronto, à Saint-Louis (Missouri), en Californie, en Ohio, dans le Nord-Ouest Pacifique, à Calgary et à Hawaï.
En 1960, Burke (désormais sous le nom de Samson) a entamé une courte carrière cinématographique qui l'a conduit à apparaître en Ursus, Maciste et Hercule. Agrémenté d'une touche comique, il a pu tourner des films jusqu'en 1970 (dont Les Trois Stooges contre Hercule, 1962, et le western Le Fossoyeur, 1969).
Il s'est retiré à Hawaï au début des années 1970 ; jusqu'à un âge avancé, il a dirigé une école de fitness.

## Filmographie
- 1961 : La Vengeance d'Ursus (La vendetta di Ursus) de Luigi Capuano
- 1962 : Totò contre Maciste (Totò contro Maciste) de Fernando Cerchio
- 1962 : Le Triomphe de Robin des Bois (Il trionfo di Robin Hood) d'Umberto Lenzi
- 1962 : Les Trois Stooges contre Hercule (The Three Stooges Meet Hercules) d'Edward Bernds
- 1966 : La Vengeance de Siegfried, Première partie : La Mort de Siegfried (Die Nibelungen, Teil 1: Siegfried) de Harald Reinl
- 1967 : La Vengeance de Siegfried, Deuxième partie : La Vengeance de Kriemhild (Die Nibelungen, Teil 2: Kriemhilds Rache) de Harald Reinl
- 1967 : Arrriva Dorellik de Steno
- 1968 : Fais-moi très mal mais couvre-moi de baisers (Straziami, ma di baci saziami) de Dino Risi
- 1969 : Cinq pour l'enfer (Cinque per l'inferno) de Gianfranco Parolini
- 1969 : Le Fossoyeur (Sono Sartana, il vostro becchino) de Giuliano Carnimeo
- 1970 : Satiricosissimo de Mariano Laurenti